# Konditionalsats
Konditionalsats (villkorssats) är en språklig sats som innehåller ett villkor eller en förutsättning för huvudsatsens handling.
Satsen slår fast ett så kallat "om-så-förhållande". Detta används inom flera olika vetenskapliga discipliner:
- A. Grammatik:, exempel på "konditional bisats": "Om det blir dåligt väder ställer vi in"
- B. Juridik: Rättsregler är typiskt uppbyggda med konditionalsatser enligt mönstret: "Om (rättsfaktum) så (rättsföljd)"[3][4]
- C. Logiken (filosofi): Exempel på konditionalsats: "Om Kalle har körkort så kan han köra bil". En syllogism (slutledningsregel) innehåller enligt klassisk modell två konditionalsatser och en slutledning: "Om några atenare föll i sjön och alla som föll i sjön blev blöta, blev några atenare blöta".

Om-delen i en konditionalsats kallas 'antecedent' eller 'försats' och så-delen kallas 'konsekvent' eller 'eftersats'.